# Class (serie televisiva)
Class è una serie televisiva britannica creata da Patrick Ness, spin-off della serie televisiva Doctor Who. Ness figura anche come produttore esecutivo insieme allo showrunner di Doctor Who Steven Moffat e Brian Minchin, che ha lavorato come produttore per Doctor Who e per i suoi spin-off Torchwood e Le avventure di Sarah Jane.
La prima stagione, composta da 8 episodi, ha debuttato il 22 ottobre 2016 su BBC Three.

## Trama
La serie è ambientata alla Coal Hill Academy, evidente richiamo alla Coal Hill School, una scuola fittizia presente in diversi episodi di Doctor Who sin dal 1963, ed è incentrata su sei dei suoi studenti e membri dello staff, tra cui Mr. Armitage, personaggio già apparso nell'ottava stagione di Doctor Who.
I protagonisti cercano di affrontare i problemi della vita quotidiana, tra cui amici, genitori, compiti, sesso e i dolori della vita, cercando al tempo stesso di proteggere la scuola e la città dai pericoli provenienti dallo spazio-tempo.

## Personaggi e interpreti

### Principali
- Charlie, interpretato da Greg Austin;
- Ram, interpretato da Fady Elsayed;
- April, interpretata da Sophie Hopkins;
- Tanya, interpretata da Vivian Oparah;
- Miss Quill, interpretata da Katherine Kelly;
- Matteusz, interpretato da Jordan Renzo;
- Dorothea, interpretata da Pooky Quesnel;

### Ricorrenti
- Paul Marc Davis
- Rachel, interpretata da Anna Shaffer
- Chair, interpretata da Cyril Nri
- Ben Peel
- Shannon Murray
- Mr. Armitage, interpretato da Nigel Betts

### Guest star
- Il Dottore, interpretato da Peter Capaldi

## Produzione
La serie venne annunciata il 1º ottobre 2015. La serie è creata e scritta da Patrick Ness, che figura anche produttore esecutivo insieme a Steven Moffat  e Brian Minchin. Si tratta del terzo spin-off dell'attuale serie di Doctor Who dopo Torchwood e The Sarah Jane Adventures.

### Casting
Il 4 aprile 2016 vennero annunciati i membri principali del cast: Greg Austin, Fady Elsayed, Sophie Hopkins e Vivian Oparah interpretano gli studenti protagonisti, mentre Katherine Kelly interpreta Miss Quill, un'insegnante della Coal Hill Academy. Nigel Betts riprende il suo ruolo di Mr. Armitage dagli episodi All'interno di un Dalek, Il bidello e Viaggio nell'aldilà dell'ottava stagione di Doctor Who.
Peter Capaldi, nei panni del Dottore, appare solamente nel primo episodio della serie.

### Riprese
La serie è girata in Galles. Le riprese della prima stagione si sono tenute dal 4 aprile al 2 settembre 2016.

## Trasmissione
La serie ha debuttato nel Regno Unito il 22 ottobre 2016 sul canale online BBC Three. Gli episodi verranno trasmessi anche da BBC One. Negli Stati Uniti la serie verrà mandata in onda da BBC America nel 2017. In Italia la serie è inedita.

## Episodi

### Prima stagione
| Numero | Titolo                                       | Scritto da   | Diretto da        | Prima TV UK      | Prima TV Italia |
| ------ | -------------------------------------------- | ------------ | ----------------- | ---------------- | --------------- |
| 1      | "For Tonight We Might Die"                   | Patrick Ness | Ed Bazalgette     | 22 ottobre 2016  | inedita         |
| 2      | "The Coach with the Dragon Tattoo"           | Patrick Ness | Ed Bazalgette     | 22 ottobre 2016  | inedita         |
| 3      | "Nightvisiting"                              | Patrick Ness | Ed Bazalgette     | 29 ottobre 2016  | inedita         |
| 4      | "Co-Owner of a Lonely Heart"                 | Patrick Ness | Philippa Langdale | 5 novembre 2016  | inedita         |
| 5      | "Brave-ish Heart"                            | Patrick Ness | Philippa Langdale | 12 novembre 2016 | inedita         |
| 6      | "Detained"                                   | Patrick Ness | Wayne Che Yip     | 19 novembre 2016 | inedita         |
| 7      | "The Metaphysical Engine, or What Quill Did" | Patrick Ness | Wayne Che Yip     | 26 novembre 2016 | inedita         |
| 8      | "The Lost"                                   | Patrick Ness | Julian Holmes     | 3 dicembre 2016  | inedita         |